# Triaziquone
Triaziquone là một loại thuốc được sử dụng trong hóa trị liệu.
Nó là một tác nhân kiềm hóa. Nó có thể phản ứng với DNA để tạo liên kết chéo.